# Hedyosmum
Hedyosmum är ett släkte av tvåhjärtbladiga växter. Hedyosmum ingår i familjen Chloranthaceae.

## Dottertaxa tillHedyosmum, i alfabetisk ordning[1]
- Hedyosmum angustifolium
- Hedyosmum anisodorum
- Hedyosmum arborescens
- Hedyosmum bonplandianum
- Hedyosmum brasiliense
- Hedyosmum brenesii
- Hedyosmum burgerianum
- Hedyosmum colombianum
- Hedyosmum correanum
- Hedyosmum costaricense
- Hedyosmum crenatum
- Hedyosmum cuatrecazanum
- Hedyosmum cumbalense
- Hedyosmum dombeyanum
- Hedyosmum domingense
- Hedyosmum gentryi
- Hedyosmum goudotianum
- Hedyosmum grisebachii
- Hedyosmum huascari
- Hedyosmum intermedium
- Hedyosmum lechleri
- Hedyosmum luteynii
- Hedyosmum maximum
- Hedyosmum mexicanum
- Hedyosmum narinoense
- Hedyosmum neblinae
- Hedyosmum nutans
- Hedyosmum orientale
- Hedyosmum parvifolium
- Hedyosmum peruvianum
- Hedyosmum pseudoandromeda
- Hedyosmum pungens
- Hedyosmum purpurascens
- Hedyosmum racemosum
- Hedyosmum scaberrimum
- Hedyosmum scabrum
- Hedyosmum spectabile
- Hedyosmum sprucei
- Hedyosmum steinii
- Hedyosmum strigosum
- Hedyosmum subintegrum
- Hedyosmum tepuiense
- Hedyosmum translucidum
- Hedyosmum uniflorum